# DC++
DC++ é um programa de código aberto (open source) para compartilhar todo o tipo de arquivos e que utiliza a rede Direct Connect. O dc++ é utilizado para compartilhamento de arquivos e bate-papo, de maneira semelhante ao IRC, mas com muito mais recursos.

## História
No final de 1999, o programador Jonathan Hess percebeu que o IRC começou a ser usado para troca de arquivos em canais. Vendo como funcionava, em cima do conceito DCC File ele percebeu que aquilo poderia ser muito melhor e mais bem estruturado. Nascia então o conceito-rede Direct Connect. Os trabalhos de Hess se resumiram a criar toda estrutura funcional desta nova rede e testar betas de clientes. Como era repleto de defeitos e o projeto avançava muito lentamente, surgiu em 2000 o DC++ do programador Jacek Sieka, um cliente para rede criada por Hess. O DC++ teve desenvolvimento acelerado e amadureceu rapidamente. Atraiu muitas comunidades de colecionadores e até os dias de hoje é referência em troca de material raro e não disponível em outras redes de troca de arquivos.

## Hubs
Os HUBs se assemelham aos canais de IRC - eles agrupam usuários e tem uma sala de chat principal com direito a chat privado. Mas esses Hubs possuem muitos recursos inovadores: como são destinados a troca de arquivos, permitem que os usuários pesquisem o conteúdo compartilhado de todos os outros usuários. Também permite que se navegue individualmente por toda hierarquia de pastas que os usuários compartilham e escolher o que baixar. Os downloads são organizados em sistemas de filas - se um usuário estiver enviando uma quantidade de arquivos qualquer, um arquivo requisitado dele entra na fila de espera até que os download terminem. Possuem a função resume mas com um diferencial: após desconectar e se conectar novamente, o tempo na fila anterior é considerado e usuários que esperaram muito tempo tem prioridade ante os que estão na fila a pouco tempo.
Existem hubs públicos e privados. Muitos são especificos em algum tipo de conteúdo e estilo e é neles que muito material raro pode ser encontrado. Os hubs genéricos compartilham qualquer coisa, mas contam com grandes números de usuários. A nacionalidade do HUB também influencia em seu conteúdo. Por exemplo, HUBs brasileiros concentram grande acervo antigo de música brasileira, muitos já nem mais disponíveis no mercado.
Cada hub tem as suas próprias regras, mas a maioria deles exige que o usuário compartilhe uma certa quantidade de arquivos. Existe toda uma hierarquia de usuários que se esforçam em manter os hubs em funcionamento. Os usuários "Owners" são, por assim dizer, os donos do hub. Os OPs são operadores, cuidam das tarefas diárias do hub. Existem ainda os VIPs, usuários frequentadores e que ajudam na manutenção, e finalmente os "users", usuários comuns.
Qualquer um pode manter um hub na rede DC, basta ter banda suficiente e instalar um programa que funcione como hub. Os programas mais populares que cumprem esta função são atualmente o Ptokax, o Ynhub, o Verli e o HexHub. Uma lista de hubs ao redor do mundo pode ser acessada no site dchublist.com ou labutes.com.

## Share
O "share" é a parte do seu disco rígido que você decide compartilhar com outros usuários. Se você escolhe, por exemplo, a pasta "videos" para fazer parte do seu share, ela (e tudo o que estiver dentro dela) será acessível para outros usuários fazerem download. Nenhum usuário, porém, poderá alterar esta pasta, nem colocar arquivos nela. Eles poderão apenas baixar arquivos que ali estão.

## Slots
Para se conectar a um hub e a outros usuários, e para se deixar conectar por outros usuários o dc++ utiliza o conceito de "slots". Slots são as vagas que os usuários oferecem para download aos outros usuários. Você pode oferecer quantas vagas de download quiser.
Alguns hubs tem regras a respeito do número de slots que um usuário deve abrir, de acordo com o número de hubs aos quais está conectado. Geralmente, se você mantiver um slot por hub, você será aceito na maioria dos hubs.

## Fazendo um download
Para fazer um download você tem duas opções: você pode clicar duas vezes sobre o ícone de algum usuário e navegar pela sua lista de arquivos. Dentro da lista, você pode escolher um certo arquivo e dar o comando para baixá-lo. Ou você pode usar o botão de Busca (search), na barra de ferramentas, que procurará por arquivos dos usuários que estão online no hub ao qual você se conectou.

## Clientes

### BCDC ++
Características:
- Ativa o modo de configuração automática de IP
- Limitação de banda
- Chat colorir (apelido por exemplo, em destaque)
- Custom descrição (tag) que define e DC + + emulação
- Lua scripting apoio
- Winamp, iTunes e MPlayerC "Now Playing" (mensagens de habilidade para usar um comando para enviar o arquivo de mídia que joga atualmente para o bate-papo)

- «BCDC + +»

### fulDC
Este cliente é o sucessor espiritual de ODC. ((Fact |data= Fevereiro de 2007))
Características:
- Colorização Chat (nick e personalizado em destaque)
- Rotação Chat log (supressão)
- Popups em determinados eventos (PM, hub desconexão)
- Aprimoramentos de Pesquisa em fila de download
- O tempo total esquerda na janela de transferência
- Skiplist para downloads e as partes
- Atualização automática de arquivos de entrada e as partes
- Vagas de extensões de arquivos
- Fontes Max fila para correspondência
- Atalhos para sites populares através de comandos de chat

- «fulDC». fulDC (não foi atualizada desde 04-01-2007, considerado um projeto morto.)

### SababaDC
Recursos
- Baixar em segmentos
- Partial File Sharing
- Auto busca para os suplentes de fundo para downloads mais rápido
- Suporte ao navegador IE
- Downloads Drop lento
- Insira o seu endereço IP automaticamente a cada 60 minutos
- Servidor web de apoio
- Controle de tráfego forma - Evite throttling ISP P2P
- Limite de transferência de velocidade - com temporizador 1-10 horas
- Instala Skitu Toolbar e Skipu internet radio / leitor de TV e você sabe que em setup.you pode removê-lo a qualquer momento, se você não quer.

- «SababaDC»

### LDC ++
Características:
- Skiplist para downloads e as partes
- Pesquisa ignorar arquivos
- Limpar o botão de chat em PM
- Style Tab Customizable
- Seleção múltipla de estilos
- Opções de desligamento para o PC após a conclusão do download
- Botão de desligamento para forçar o PC para desligar
- Senha para hubs favoritos obscurecido em disco
- Checkbox em PM para ativar ou desativar o som
- Sincronização com NTP servidor
- Monitor de suspensão

(não actualizada)
- «LDC + +». (StrongDC + + mod 'com mais funcionalidades adicionadas', não tem visto actualizações desde 2005)

### RevConnect
Características:
- Baixar em segmentos
- Kademlia
- Partial File Sharing
- Sistema de Crédito

- «RevConnect»

### StrongDC ++
Características:
- Desligamento automático do PC
- Baixar em segmentos
- Fila de upload Real
- Dicas de balão para eventos
- Target pastas por tipo de arquivo
- Detector Fake
- Filtro de resultados de pesquisa
- Emoticons Chat
- Ferramenta para TTH obtenção de qualquer arquivo
- Limitação de banda
- Agrupamento de resultados de pesquisa por TTH
- Aparência personalizável
- Apresentar as informações antes de baixar MP3
- Partial File Sharing
- Customizable Sounds

- «StrongDC»

### ApexDC ++
Baseado em StrongDC + + 2.
Características:
- Apoio Peer Guardian
- Ativa o modo de configuração automática de IP
- Chat de formatação (negrito, itálico, sublinhado)
- Arquivos de sementes a um hub com pedaço inteligente propagação
- Aparência personalizável
- Bandeja de proteção por senha
- Estado que a distância são exibidos em horários especificados
- Permanentemente ignorar usuários
- Pre-configuração do hub
- Baixar em segmentos
- Limitação de banda
- «ApexDC + +»

### CzDC
Características:
- Desligamento automático do PC
- Limitação de banda
- Chat colorir e formatação
- Bandeiras de países nas transferências, e hublist userlist
- Customizable duplo clique em ações
- Visualização do arquivo
- Aparência personalizável
- Favorite senhas hubs codificação
- Agrupamento de resultados de pesquisa por CTT.
- Fontes Max fila para corresponder auto

Pesquisa * Pausa e retomar
- Capacidade de permanentemente ignorar usuário de bate-papo e pm
- «CzDC»

## Versões para GNU/Linux
Existem também versões para GNU/Linux (vários distros e sistemas operacionais livres):
- «Linux DC++». (bastante semelhante ao dc++ de Windows)
- «Valknut (antigo DCGUI)»

## Servidores

### Hexhub
- «HeXHub». é um IOCP hub baseado, escrito em Montagem, por Windows. Última Atualização: 11 de junho de 2009.

### Open Direct Connect Hub
- «Open Direct Connect Hub». hub é um software open source para Unix / Linux. Última Atualização: 19 de maio de 2009.

### PtokaX
- «PtokaX». hub é um software para Linux / FreeBSD / Windows. Última Atualização: 21 de junho de 2008.

### py-dchub
- «py-dchub». Facilmente extensível, multi-plataforma Direct Connect Hub, escrito em Python. Última Atualização: 13 de fevereiro de 2006.

### VerliHub
- «Verlihub». é um servidor de concentrador de código aberto que roda em Linux. Última Atualização: 6 de maio de 2009.

### YnHub
- «YnHub». (Yoshi e Nev Hub) é um software de plataforma para Windows. É o sucessor para YHub (Yoshi Hub) eo Hubsoft é escrito em Delphi. Última Atualização: 23 de março de 2008.

### DConnect Daemon
- «DCD». software open source que roda em Linux / * BSD / Solaris / Mac OS X / Windows (cygwin). Última Atualização: 5 de abril de 2007.

### DDCH DevDirect Connect Hub
- «DDCH». hub é um software de código aberto para Windows, escrito em VB6, DDCH apoio scripts VBScript e JScript. Última Atualização: 15 de abril de 2007.